# Tatu-de-rabo-mole
Os termos tatu-de-rabo-mole, cabaçu, cabuçu, tatuaíva e tatuxima são as designações comuns dos tatus do gênero Cabassous Mac Murt.. Se dividem em quatro espécies, das Américas Central e do Sul, sendo três delas encontradas no Brasil. Tais espécies contam com até 49 centímetros de comprimento, coloração dorsal marrom-escura ou quase negra, patas dianteiras providas de cinco grandes garras e cauda praticamente nua, coberta por poucas e espaçadas.

## Etimologia
"Tatu-de-rabo-mole" é uma alusão ao fato de parte de sua cauda não estar revestida por placas.
Há diversas etimologias propostas para o nome do gênero Cabassous. O Novo Dicionário da Língua Portuguesa indica que "cabaçu" e "cabuçu" vêm do tupi kawa'su, "caba grande", significando vespa. Essa origem tupi, no entanto, é apontada como mera semelhança fonética. A língua guarani possui caaiguouazou, apontado por alguns como origem do nome, mas estudos recentes indicam que este não é o caso. Já a língua galibi possui o termo kapasi, que é mais condizente como referente ao tatu, de acordo com fontes históricas.
"Tatuaíva", outro nome popular, vem do tupi tatua'iva, "tatu ruim".

## Espécies
- Cabassous centralis (Miller, 1899) - Tatu-do-rabo-de-pedra
- Cabassous chacoensis Wetzel, 1980 - Tatu-de-rabo-mole-do-chaco
- Cabassous tatouay (Desmarest, 1804) - Tatu-de-rabo-mole-grande
- Cabassous unicinctus (Linnaeus, 1758) - Tatu-de-rabo-mole-pequeno